# Nenad Čanak
Nenad Čanak (Pančevo, Srbija, 2. studenog 1959.), srbijanski je političar iz Vojvodine, bivši zastupnik u Narodnoj skupštini Republike Srbije i bivši predsjednik Lige socijaldemokrata Vojvodine (LSDV). 

## Životopis
U Novom je Sadu završio osnovnu školu i gimnaziju, kao i srednju glazbenu školu. Diplomirao je na Ekonomskom fakultetu u Subotici, 1982. godine. Kao profesionalni glazbenik svirao je po kavanama, a kasnije je radio u Naftagasu i YUTEL-u. 
Politikom se počeo baviti 1990. godine, kada je osnovao LSDV. Studenog 1991. godine, prisilno je mobiliziran i poslan na ratište u istočnu Slavoniju, praktički dan nakon što je u verbalnom duelu na TV Studio B Vojislava Šešelja "potukao do nogu", kao jedan od rijetkih političara koji su se u to vrijeme usudili javno proturječiti "vojvodi". 1997. izabran je za zastupnika u Skupštini Srbije. Poslije demokratskih promjena u listopadu 2000. godine, postaje predsjednikom Skupštine Autonomne pokrajine Vojvodine, da bi 2004. godine bio izabran za poslanika u Skupštini APV, te je došao na čelo odbora za Međunarodne odnose.
U siječnju 2007. godine, izabran je za zastupnika u Skupštini Srbije na listi koju su činile Liberalno-demokratska partija-Socijaldemokratska unija-Građanski savez Srbije-Liga socijaldemokrata Vojvodine.
Pred izvanredne parlamentarne izbore (koji su održani u svibnju 2008.), njegova LSDV ušla je na listu "Za europsku Srbiju-Boris Tadić" s Demokratskom strankom, G 17+om i Srpskim pokretom obnove.